# Max a peur des chiens
Pour plus de détails, voir Fiche technique et Distribution.
Max a peur des chiens est un film français réalisé par Max Linder, en 1912.

## Synopsis
Dans un jardin privé, Max fait du charme à une demoiselle. Mais les trois chiens qui sont aux pieds de cette dernière ne l'entendent pas de cette oreille. Max les fait enfermer par un majordome dans leurs niches. Ils arrivent à s'en échapper et poursuivent Max. Toutes les issues possibles sont bonnes pour échapper aux fauves, y compris un conduit de cheminée. Max se retrouve sur les toits. Mais les chiens le rattrapent par le même passage. Max a tout de même le temps d'écrire sur un morceau de papier : « Ne mords pas, j'ai la rage, signé : Max  ». Le premier chien arrivé, prend le papier dans sa gueule et s'en retourne . Max est soulagé .

## Fiche technique
- Titre : Max a peur des chiens
- Titre en anglais : Max fears the dogs
- Réalisation : Max Linder
- Scénario : Max Linder
- Pays d'origine : France
- Langue : français
- Format :Muet - Noir et blanc - 1,33:1
- Genre : Comédie
- Durée : 2 minutes
- Date de sortie : 1912

## Distribution
- Max Linder